# 爆走!キャノンボール
『爆走!キャノンボール』（英: Cannonball）は、1976年製作のアメリカ・香港合作のアクション映画。

## 概要
アメリカのハーバー・プロと香港のショウ・ブラザーズによる合作作品。アメリカ合衆国を横断して競われる、非合法レースの「キャノンボール」（en:Cannonball Baker Sea-To-Shining-Sea Memorial Trophy Dash）をテーマとした作品である。
若き日のマーティン・スコセッシとシルベスター・スタローンが30秒間だけ共演している。

## キャスト
| 役名                                 | 俳優                   | 日本語吹替                          |
| 役名                                 | 俳優                   | 日本テレビ版                        |
| ------------------------------------ | ---------------------- | ----------------------------------- |
| コーイ・"キャノンボール"・バクスター | デビッド・キャラダイン | 仲木隆司                            |
| リンダ                               | ヴェロニカ・ハメル     | 田島令子                            |
| ケイド                               | ビル・マッキーニー     | 青野武                              |
| パーマン                             | ゲリット・グレアム     | 富川澈夫                            |
| ジム                                 | ロバート・キャラダイン | 塩屋翼                              |
| メリーアン                           | ベリンダ・バラスキー   | 鵜飼るみ子                          |
| シャルマ                             | ジュディ・カノーヴァ   | 新村礼子                            |
| ジッポ                               | アーチー・ハーン       | 円谷文彦                            |
| マクミラン                           | カール・ゴッドリーブ   | 平林尚三                            |
| サンディ                             | メアリー・ウォロノフ   | 高橋ひろ子                          |
| ウェンディ                           | ダイアン・リー・ハート | 円福恵子                            |
| ジニー                               | グリン・ルービン       | 藩恵子                              |
| ウルフ・メッサ―                      | ジェームズ・キーチ     | 仁内建之                            |
| ベニー・バックマン                   | ディック・ミラー       | 菅沼赫                              |
| ビューテル                           | スタンリー・クレイ     | 田中亮一                            |
| ブラッド・フィリップス               | パトリック・ライト     | 小林勝彦                            |
| 不明 その他                          |                        | 宮川洋一 村松康雄 野島昭生 幹本雄之 |
|                                      |                        |                                     |
| 演出                                 | 演出                   | 本田保則                            |
| 翻訳                                 | 翻訳                   | 大野隆一                            |
| 効果                                 |                        |                                     |
| 調整                                 |                        |                                     |
| 制作                                 | 制作                   | コスモプロモーション                |
| 解説                                 | 解説                   | 水野晴郎                            |
| 初回放送                             | 初回放送               | 1980年1月2日 『水曜ロードショー』   |